# جبى
جُبِّى بلد أو كورة من عمل خوزستان، ومن الناس من جعل عبّادان من هذه الكورة، وهي في طرف من البصرة والأهواز، قال السمعاني إن جبى من قرى البصرة، وقال ياقوت الحموي "حتى جعل من لا خبرة له جبّى من أعمال البصرة، وليس الأمر كذلك"، ومِن جبّى هذه أبو عليّ محمد بن عبد الوهاب الجبّائي المتكلم المعتزلي صاحب التصانيف، وُلد سنة 235، وتوفي سنة 303، وجُبّى في الأصل أعجمي، وكان القياس أن ينسب إليها جبّوي فنسبوا إليها جُبّائي على غير قياس، مثل نسبتهم إلى الممدود وليس في كلام العجم ممدود.